# Chorotega

Els chorotegues són el número 7

Chorotega és el nom de la llengua parlada pels chorotegues, poble que va habitar a Nicaragua, Costa Rica i Hondures, del qual queden alguns grups que conserven elements de la seva cultura, però no l'idioma.
Algunes fonts consignen un nom alternatiu, "Cholutega" o Choluteca, i això ha portat a alguns estudiosos, com Terrence Kaufman (2001) a especular que originalment els choloteca habitaven a la ciutat de Cholula, d'on els van desplaçar els pobles nahua. L'etimologia de "Chorotega" vindria llavors del nàhuatl, en el qual "Cholōltēcah" significa "habitants de Cholula". La regió meridional d'Hondures conserva el nom de Choluteca.
El filòleg costarricenc Juan Santiago Quirós Rodríguez va publicar en 2002 un Diccionari chorotega espanyol espanyol-chorotega, a partir de diversos vocabularis recollits per viatgers, especialment a Nicaragua durant el segle xix.

## Distribució
En Nicaragua, els chorotega estan representats pel grup ètnic monimbó (Masaya), el nombre del qual es calculava en unes 18.000 persones en 1993. A Costa Rica, al grup ètnic chorotega pertanyen unes 800 persones, la majoria de les quals resideix en la comunitat de Matambú i es consideren camperols més que indígenes, malgrat ser descendents d'aquests.
Ni a Nicaragua ni a Costa Rica es conserva l'idioma, que es va extingir gradualment davant l'avanç del castellà. A Costa Rica ja s'havia perdut en el segle xvii, i va desaparèixer definitivament a Nicaragua a la fi del segle xix i principis del xx.

## Classificació
L'idioma chorotega és un membre de la branca chiapaneca-mangue de la família otomang. Està molt estretament emparentat amb el mangue de fet tots dos podrien ser dialectes de la mateixa llengua. Tant el chorotega com el mangue actualment estan extints. En l'actualitat, la llengua subsistent més propera a l'extint chorotega és el chiapaneca, que està gairebé extint.
Atès que tant el chiapaneca com la resta de les llengües otomang es parlen principalment a Mèxic, se sap que els chorotega van emigrar des del sud de Mèxic. Altres grups otomang com els subtiaba també migraren des d'Oaxaca a Centreamèrica, segles abans de l'arribada dels espanyols.

## Descripció lingüística

### Fonologia
Existeixen diverses raons per les quals no pot donar-se una descripció exacta del sistema fonològic del chorotega:
- Les dades que han arribat a nosaltres no van ser recollides de forma professional. En molts casos, es tracta de llistes de paraules recollides per viatgers, qui van transcriure les dades influenciades pels sons de la seva llengua materna.
- Les dades es van recollir de semi-parlants, és a dir, persones que parlaven espanyol, però que tenien certa competència lingüística d'aquesta llengua.

No obstant l'anterior, poden donar-se una visió bastant plausible dels fonemes d'aquesta llengua.

#### Vocals
Fins a on és possible presumir, el chorotega posseïa un sistema trivocàlic:
|          | Anteriors | Centrals | Posteriors |
| Tancades | i         |          | u          |
| Oberta   |           | a        |            |

Hi ha indicis que tots aquests fonemes vocàlics podien aparèixer acompanyats pel fonema suprasegmental de quantitat /ː/.
En chorotega no existien els sons vocàlics i i o, per la qual cosa s'ha suggerit que alguns topònims que es consideren d'origen chorotega, com Nicoya, Nandayure, Orosí, etc. i el mateix nom Chorotega, possiblement es pronunciaven "Nicuya", "Nandayuri", "Urusí", "Churutiga", etc. i el que avui s'utilitzen són versions nahuatlizadas o espanyolitzades dels termes originals.

#### Consonants
El sistema consonàntic comprenia deu fonemes:
|            | Bilabials | Coronals | Velars | Glotals |
| Oclusives  | p         | t        | k      |         |
| Fricatives |           | s        |        | h       |
| Laterals   |           | l        |        |         |
| Vibrants   |           | r ɾ      |        |         |
| Nasals     | m         | n ɲ      |        |         |

### Comparació lèxica
El mangue i el chorotega tal com són mostrats en les llistes de vocabularis són llengües molt properes, possiblement es tractés de llengües intel·ligibles entre si o fins i tot dialectes de la mateixa llengua, a continuació es compara una petita mostra de vocabulari d'ambdues variants:
| GLOSSA   | Mangue  | Chorotega |
| -------- | ------- | --------- |
| 'un'     | tike    | teka      |
| 'dos'    | ha      | hausmi    |
| 'tres'   | hajmi   | hamij     |
| 'quatre' | hahome  | hahami    |
| 'cinc'   | hagujmi | haunsmij  |
| 'home'   | nyugo   | ntihpu    |
| 'dona'   | noji    | naji      |
| 'gos'    | nyumbi' | nambi     |
| 'sol'    | nomo    | numu      |
| 'lluna'  | yu      | yu        |
| 'aigua'  | nimbu   | nimbu     |

En la taula anterior un nombre important de paraules comencen amb n- que sembla un afix equivalent a l'otomí na- que pot interpretar-se com un article definit o una marca de definició. En paraules com nimbu la segona nasal en realitat és la forma d'assenyalar la prenasalització de /b/: [nimbu]